# Hits 2002-2008 (álbum de Vicentico)
Hits 2002-2008 es el primer álbum recopilatorio del cantante argentino de pop y ska Vicentico. Este álbum contiene sus más grandes éxitos desde el 2002 hasta el lanzamiento de esta compilación. Además incluye 3 bonus tracks: "Combo imbécil", grabado con Calle 13; una nueva versión de "Las manos"; y "Navegando", cover del tema «Sailing» de Rod Stewart.

## Canciones[2]
| N.º | Título                                        | Escritor(es)  | Álbum              | Duración |  |
| 1.  | «Se despierta la ciudad»                      | Vicentico     | Vicentico (2002)   | 4:06     |  |
| 2.  | «Vamos»                                       | Vicentico     | Vicentico (2002)   | 3:48     |  |
| 3.  | «Culpable»                                    | Vicentico     | Vicentico (2002)   | 4:00     |  |
| 4.  | «Algo contigo»                                | Chico Novarro | Vicentico (2002)   | 3:38     |  |
| 5.  | «Los caminos de la vida»                      | Omar Geles    | Los rayos (2004)   | 4:03     |  |
| 6.  | «Tiburón»                                     | Rubén Blades  | Los rayos (2004)   | 3:05     |  |
| 7.  | «La libertad»                                 | Vicentico     | Los rayos (2004)   | 4:09     |  |
| 8.  | «Soy feliz»                                   | Vicentico     | Los rayos (2004)   | 3:42     |  |
| 9.  | «El árbol de la plaza»                        | Vicentico     | Los pájaros (2006) | 4:25     |  |
| 10. | «Si me dejan» (con Sr. Flavio)                | Vicentico     | Los pájaros (2006) | 3:56     |  |
| 11. | «Felicidad» (con Andrés Calamaro)             | Vicentico     | Los pájaros (2006) | 4:00     |  |
| 12. | «Las manos» (con Daniel Melingo y Sr. Flavio) | Vicentico     | Los pájaros (2006) | 4:23     |  |

| Bonus Tracks (Inéditos) |                                        |                        |                                                  |          |  |
| N.º                     | Título                                 | Letras                 | Música                                           | Duración |  |
| 13.                     | «Combo imbécil» (con Calle 13)         | Vicentico · René Pérez | Daniel Ramírez · Eduardo Cabra · Leandro Bulacio | 4:40     |  |
| 14.                     | «Las manos» (Nueva versión)            | Vicentico              | Vicentico                                        | 4:40     |  |
| 15.                     | «Navegando» («Sailing» - Versión demo) | Vicentico              | Gavin Sutherland                                 | 3:58     |  |

## Sencillos
- "Navegando"